# 布鲁尼科
布鲁尼科（義大利語：Brunico），是意大利波尔扎诺自治省的一个市镇。总面积45平方公里，人口15370人，人口密度341.6人/平方公里（2009年）。ISTAT代码为021013。

## 友好城市
- 法國布里尼奥勒 1959年
- 德国大盖劳 1959年
- 比利时蒂尔特 1959年
- 波蘭Gmina Szamotuły 1997年